# Baron, Saône-et-Loire
Baron är en kommun i departementet Saône-et-Loire i regionen Bourgogne-Franche-Comté i östra Frankrike. Kommunen ligger i kantonen Charolles som tillhör arrondissementet Charolles. År 2022 hade Baron 279 invånare.

## Befolkningsutveckling
Antalet invånare i kommunen Baron
| Referens: INSEE |